# NGC 6444
NGC 6444 est un très vieil amas ouvert situé dans la constellation du Scorpion. Il a été découvert par l'astronome écossais James Dunlop en 1826.
Selon la classification des amas ouverts de Robert Trumpler, cet amas renferme entre 50 et 100 étoiles (lettre m) dont la concentration est moyennement faible (III) et dont les magnitudes se répartissent sur un intervalle moyen (le chiffre 2). Toutefois, d'après les données du catalogue Lynga, l'amas est composé de 8 étoiles et la classification proposée par Lynga est IV 2 p.

## Observation

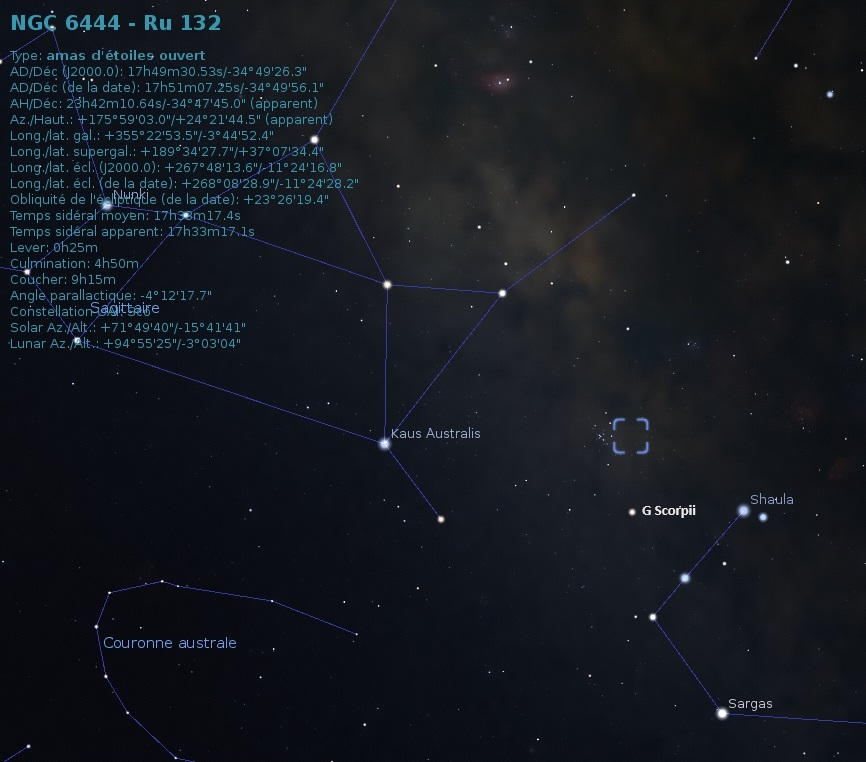
Localisation de NGC 6444 dans la constellation du Scorpion.

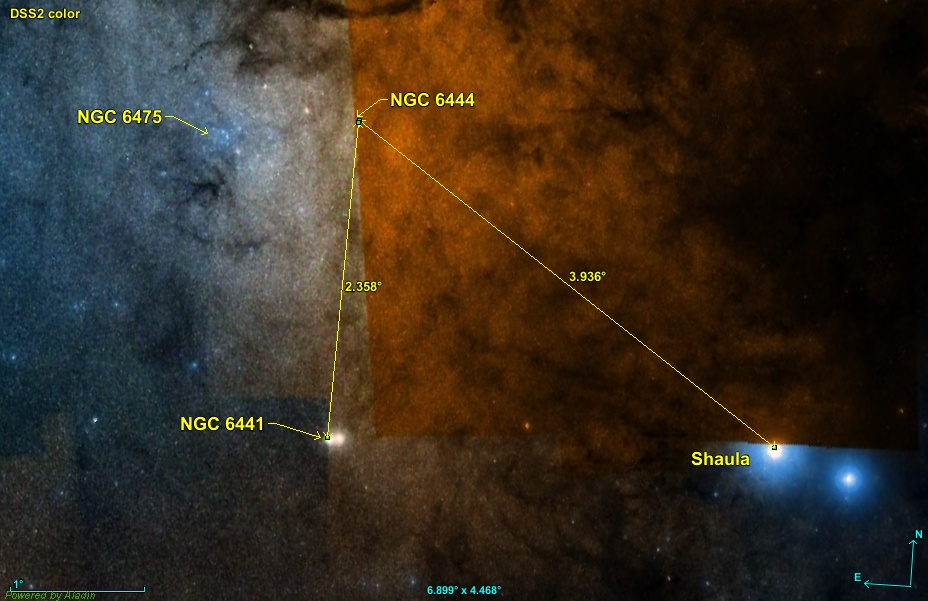
Position de NGC 6444 par rapport à Shaula et NGC 6441.

NGC 6444 est près et à l'ouest de NGC 6475, un autre amas ouvert du Scorpion. Il est situé à environ 3,9 degrés au nord-est de l'étoile Shaula et à environ 2,4 degrés au nord-ouest de l'amas ouvert NGC 6441.

## Caractéristiques
Certaines caractéristiques apparaissent sur la base de données Simbad, mais une publication très récente (2023) basée sur les mesures de la parallaxe par le satellite Gaia a permis une mise à jour importante des données. Les données du « GAIA EARLY DATA RELEASE 3 (GAIA EDR3) » ont également permis aux auteurs (Almeida, Monteiro et Dias) de cette publication d'estimer la masse de 773 amas ouverts, dont celle de NGC 6444 qui est de 630 ± 126 {\displaystyle M_{\odot }}.

### Distance, taille et vitesse
Cet amas est à 1 638 ± 87 pc du système solaire.
La base de données Simbad indique trois autres valeurs de la distance et une valeur de la parallaxe. Les distances sont : 1 942,0 pc, 1 492 ± 88 pc et 560 pc. La parallaxe moyenne des étoiles égale à 0,524 9 ± 0,033 6 mas provient des mesures du satellite Gaia (GAIA DATA RELEASE 2 (GAIA DR2)) et a été rapporté dans une publication de 2020. Cette parallaxe correspond à une distance de 1 905 ± +130
−115 pc.
La taille apparente de l'amas 5′, ou 5,4′ (5,2 ± 0,2') ce qui, compte tenu de la distance de 1 572 ± 64 pc et grâce à un calcul simple, équivaut à une taille réelle de 7,8 ± 0,6 al.
Aucune vitesse n'est indiqué par Simbad.

### Métallicité
Simbad rapporte une seule valeur de la métallicité, soit +0,177. Selon Almeida et ses collègues, la métallicité de l'amas est égale à 0,188 ± 0,065. Selon cette valeur, le pourcentage d'éléments lourds (plus lourd que l'hydrogène et l'hélium) de cet amas serait compris entre 133% et 179% (100,188 ± 0,065) de celui du Soleil.

### Âge
Webda un âge d'un milliard d'années (log10=9,00), ce qui est très supérieur à l'âge de 282 millions d'années proposé par Almeida et ses collègues.

## Étoiles
Simbad montre aussi un bouton nommé Children. En cliquant sur ce bouton, on atteint une section de cette base de données qui renferme un tableau contenant 86 entrées pour NGC 6444. Cependant, des étoiles (les Children) peuvent apparaître plusieurs fois dans la deuxième colonne du tableau, d'où le nombre de liens bibliographiques qui est supérieure au nombre d'étoiles. La quatrième colonne de ce tableau indique la probabilité que l'étoile appartienne à l'amas. En cliquant sur le titre de cette colonne, on peut classer la probabilité par ordre croissant ou décroissant. En cliquant sur la désignation de l'étoile, on atteint la page de Simbad qui résume ses propriétés.